# 子福観音

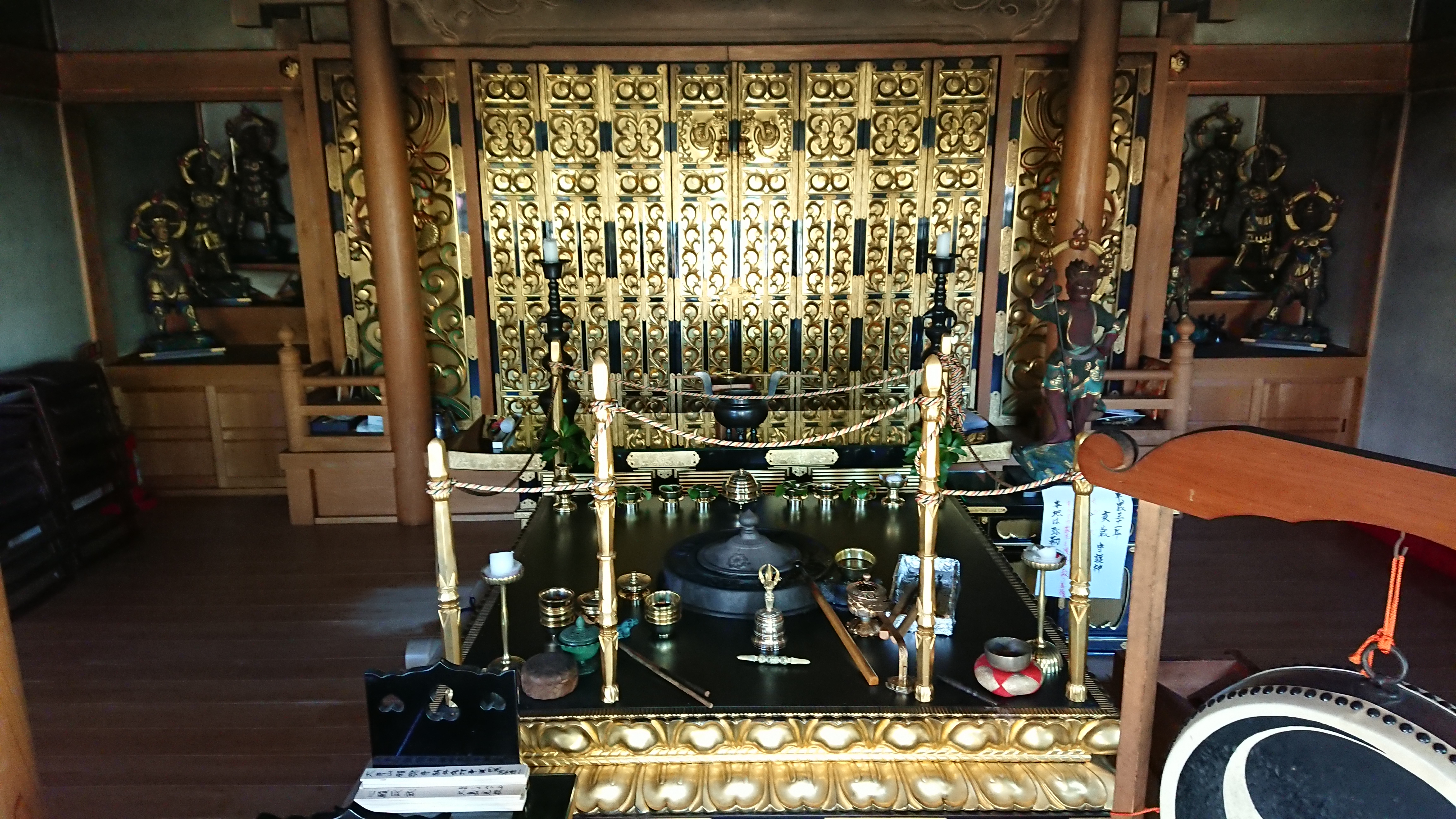
馬頭観音像前

子福観音（こふくかんのん）は愛知県春日井市高蔵寺町にある、高蔵寺の境内にお祀りされている馬頭観音像。

## 縁起
鎌倉時代に、玉野川畦に住んでいた小比企という漁夫が、子がいないので高倉山上の毘沙門天に子授けを祈った。すると、お告げがあり、玉野川の北岸に近い葦池で網を引いていると、馬頭観音像がその網にかかった。小比企はその霊像を自宅に安置していると、程なく妻が身ごもった。そこで一宇の堂を建て、この霊像を安置したという。

## 小吹の地名伝承との関係
なお、春日井市内の小吹にもこの子福観音の伝承があり、地名の由来となっている。

## 「子福観音」真実

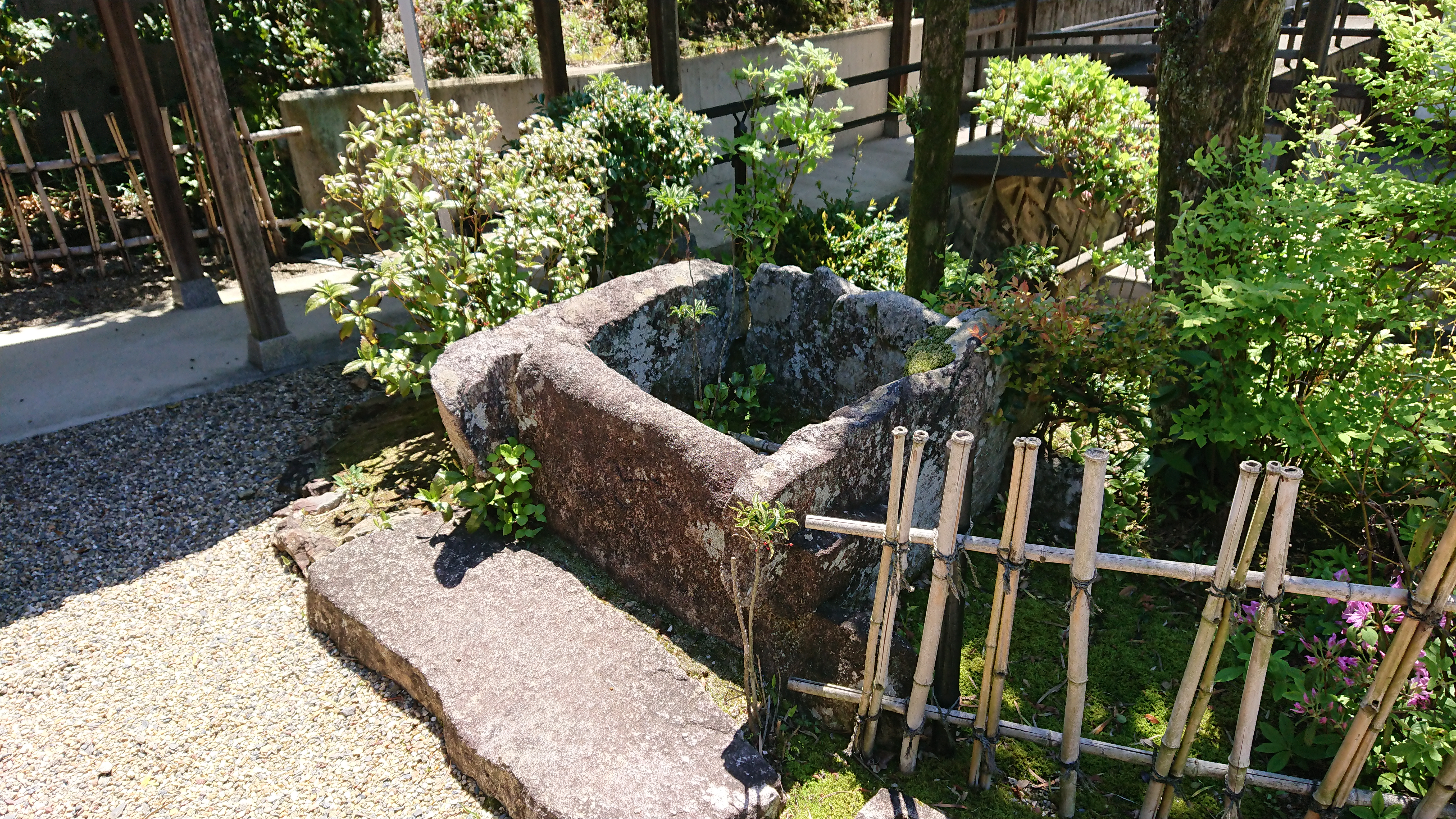
子安の井戸

『高蔵寺町誌』によると、この子福観音像について「堂前に子安の井戸があり」と記述されているので、安置されていたお堂は、現在の高蔵寺境内にあったとされているが『春日井の地名』『尾張徇行記』では、「子福（現：小吹）」に観音堂があったとされている。二つの場所に「子福観音」の伝承があるのは、小吹の「馬頭観音像」は焼失しており伝承を残すために「子福観音」という肩書きを高蔵寺にある「馬頭観音像」に移したからだと考えられる。